# San Luis (Uruguay)
San Luis es una localidad y balneario uruguayo del departamento de Canelones y forma parte del municipio de La Floresta.

## Geografía
La localidad se ubica al sur del departamento de Canelones, sobre las costas del Río de la Plata, al este del arroyo del Bagre en el km 63 de la ruta Interbalnearia aproximadamente. Limita al oeste con el balneario Guazuvirá, del cual se encuentra separado por el arroyo del Bagre, mientras que al este limita con el balneario Los Titanes.

## Historia
En la década de 1940 comienza en la zona costera del departamento de Canelones, el boom de los balnearios, se promocionaba la venta de solares en varios fraccionamientos a lo largo de la costa. Uno de esos fraccionamietos fue el llamado «Balneario San Luis», que en aquel momento se accedía desde la localidad de Soca (al no existir en ese entonces la ruta Interbalnearia). El balneario era promocionado en esa época a través de un folleto que destacaba sus características naturales, y brindaba al comprador un plano del balneario destacando los servicios del lugar. Con el tiempo comenzó entonces la construcción de las primeras edificaciones, entre ellas el Hotel San Luis. Este hotel no solo funcionó como lugar de hospedaje sino también como comercio de ramos generales, comidas y otros servicios. Más tarde comenzaron a afincarse residentes permanentes en la zona, sobre todo jubilados y constructores. Luego llegaron los servicios de luz eléctrica, telefonía, servicio de buses, entre otros.
La localidad fue elevada a la categoría de pueblo por ley 13.167 del 15 de octubre de 1963.
Los nuevos adelantos, ya dentro del nuevo siglo, han sido la Radio comunitaria, el Liceo de tiempo completo y la llegada de OSE.

## Población
Según el censo de 2011 la localidad contaba con una población de 1 878 habitantes.
| 363           | 509 | 648 | 1 180 | 1 224 | 1 878 |
| (Fuente: INE) |     |     |       |       |       |

## Servicios
El balneario cuenta con varias instituciones públicas tales como escuela primaria, liceo, policía, policlínica, ANTEL,  OSE y Liga de Fomento. También existe un club deportivo llamado «El Timón», el cual cuenta con instalaciones destinadas a la práctica de deportes y esparcimiento. El rubro comercial se ha ampliado y continúa desarrollándose, desde kioscos, supermercados, farmacias, un parador, una estación de servicio y empresas de seguridad.
La primera Radio Comunitaria del Interior del País nació en San Luis (Cerro Señalero FM) al impulso del vecino Julio César Dodera. En el mes de octubre de 2013 CERRO SEÑALERO FM es regularizada por el Poder Ejecutivo siendo su característica C.X.C. 214F  90.7 FM.
LA presencia de Iglesias es variada, además de la Capilla de la Iglesia Católica existen algunas Iglesias Evangélicas entre las que se destacan la Iglesia JESUS REINA y el Movimiento Internacional.

## Atractivos naturales
San Luis posee un atractivo natural; una franja costera que es punto popular en la época de verano; además de los montes autóctonos que rodean la zona.
En febrero se disputa una prueba atlética de gran convocatoria «los 10k San Luis».